# Девин (община)
Девин (болг. Община Девин) — община в Болгарии. Входит в состав Смолянской области. Население составляет 15 404 человека (на 21.07.05 г.).

## Состав общины
В состав общины входят следующие населённые пункты:
1. Беден
2. Брезе
3. Водни-Пад
4. Грохотно
5. Девин
6. Жребево
7. Кестен
8. Лясково
9. Михалково
10. Осиково
11. Селча
12. Стоманево
13. Тешел
14. Триград
15. Чуруково